# Agencia de Evaluación y Calidad
La Agencia Estatal de Evaluación de las Políticas Públicas y la Calidad de los Servicios (AEVAL), comúnmente conocida como Agencia de Evaluación y Calidad, fue una organismo público español cuya misión era la promoción y realización de evaluaciones y análisis de impacto de las políticas y programas públicos, así como el impulso de la gestión de las calidad de los servicios, favoreciendo el uso racional de los recursos y la rendición de cuentas a la ciudadanía.

## Historia
Tras años de estudio, la Agencia Estatal de Evaluación de las Políticas Públicas y de la Calidad de los Servicios (AEVAL) se creó legalmente por Real Decreto 1418/2006, de 1 de diciembre, y se constituyé de forma efectiva el 1 de enero de 2007, tal y como ordena la norma.
Tras más de diez años, la AEVAL fue disuelta por Real Decreto 769/2017, de 28 de julio, por el que se desarrolla la estructura orgánica básica del Ministerio de Hacienda y Función Pública, en aplicación de lo dispuesto en la Ley 40/2015, de 1 de octubre, de Régimen Jurídico del Sector Público en la que se suprime la figura de la Agencia Estatal. Las competencias de la AEVAL fueron asumidas por la Secretaría de Estado de Función Pública, a través del nuevo Instituto para la Evaluación de Políticas Públicas.
En 2022, el Gobierno aprobó el anteproyecto de Ley de institucionalización de la evaluación de políticas públicas en la Administración General del Estado. Las Cortes Generales aprobaron el proyecto de ley en diciembre de 2022. En marzo de 2024, el ministro para la Transformación Digital y de la Función Pública, José Luis Escrivá, anunció que la AEVAL pasaría a estar adscrita al Ministerio de Economía al restablecerse, abandonando el área de Función Pública ese mismo año, al considerar que la importancia que este departamento tiene por presidir la Comisión Delegada del Gobierno para Asuntos Económicos permitirá que el organismo pueda evaluar los proyectos normativos que pasan por el mencionado órgano colegiado con mayor eficacia.

## Objetivos y competencias
La Agencia Estatal de Evaluación de las Políticas Públicas y la Calidad de los Servicios tenía los siguientes objetivos:
- Promover la cultura de evaluación y de calidad de los servicios e impulsar su práctica en la gestión pública.
- Elaborar y proponer metodologías, realizar actividades de acreditación y certificación, en los términos previstos en el presente Estatuto, y fomentar la implantación de sistemas de información e indicadores, para la evaluación y la gestión de la calidad.
- Realizar trabajos de evaluación y análisis de políticas y programas públicos.
- Fomentar la mejora de la calidad de los servicios públicos como compromiso con la ciudadanía.
- Analizar, a efectos de la realización del Informe previsto en el apartado 3 de la Disposición adicional primera de la Ley de Agencias Estatales, la actividad desplegada por las agencias estatales, y su compromiso para mejorar la calidad de los servicios prestados a los ciudadanos.
- Prestar un servicio eficaz, eficiente y de calidad, en un marco donde se equilibren la responsabilidad por la gestión y la autonomía y flexibilidad de la misma.

Para la consecución de estos objetivos la Agencia ejercía las siguientes competencias y funciones: 
- Desempeñar las actividades conducentes a la confección del Informe al Congreso de los Diputados previsto en el apartado 3 de la Disposición Adicional primera de la Ley de Agencias Estatales, y en particular, efectuar el seguimiento de las actuaciones comprendidas en el plan de gestión de calidad de dichas agencias.
- Rendir los informes que le sean requeridos por el Gobierno, pudiendo asimismo, emitir los informes que los órganos de gobierno autonómicos u otras instituciones le soliciten.
- Promover y desarrollar actividades de análisis, formación y asesoramiento tendentes a la mejora de la calidad en la gestión pública y en particular, las que le asigna el Real Decreto 951/2005, de 29 de julio, por el que se establece el marco general para la mejora de la calidad en la Administración General del Estado.
- Preparar, en colaboración con aquellas unidades que sean responsables de su realización, la propuesta al Consejo de Ministros de los programas y políticas públicas gestionados por la Administración General del Estado cuya evaluación se incluirá en el Plan de Trabajo previsto en el apartado 2 de la Disposición Adicional primera de la Ley de Agencias Estatales, así como, cuando sea preciso, las modificaciones al mismo.
- Realizar informes sobre las evaluaciones de programas públicos, sus resultados, impacto y utilización, así como el análisis o las evaluaciones de impacto regulatorio o normativo que se prevean en la correspondiente normativa, sin perjuicio de las competencias atribuidas a otros órganos por la legislación vigente.
- Efectuar las evaluaciones incluidas en el Plan de Trabajo de la Agencia cuya ejecución directa le corresponda.
- Efectuar el seguimiento y la supervisión de las evaluaciones incluidas en el Plan de Trabajo de la Agencia cuya ejecución directa corresponda a otras unidades.
- Realizar aquellas evaluaciones solicitadas por otras administraciones e instituciones, así como las convencionales, incluidas en el plan de acción anual aprobado por el Consejo Rector.
- Proponer la implantación de indicadores y favorecer el desarrollo de sistemas de información que faciliten la evaluación de las políticas y programas públicos.
- Elaborar, promover, adaptar y difundir directrices, protocolos de actuación metodológica, modelos de gestión y de excelencia, guías de autoevaluación y guías metodológicas para el análisis de impacto regulatorio o normativo, en el ámbito de sus competencias.
- Emitir las acreditaciones y certificaciones, basadas en la calidad y la excelencia, y en las mejores prácticas de la gestión pública, cuando las soliciten de forma voluntaria personas u organizaciones.
- Participar en la elaboración de libros blancos, informes y planes estratégicos vinculados a políticas públicas esenciales o de amplio impacto.
- Informar las propuestas de los Contratos de gestión de las agencias estatales, en lo referente al plan de gestión de calidad del servicio.
- Realizar, en el ámbito de sus competencias, los trabajos de consultoría y asistencia técnica que sean acordados y que se hayan incluido en el plan de acción anual aprobado por el Consejo Rector.
- Promover la investigación, la formación, la difusión de experiencias, y la realización de estudios y publicaciones, en el ámbito de sus competencias.
- Representar, por sí misma o en coordinación con otros órganos u organismos de la Administración, a la Administración española en reuniones, foros e instituciones nacionales e internacionales relacionados con las materias y funciones de su competencia. En cuanto a las de carácter internacional, coordinará las actividades que corresponda con el Ministerio de Asuntos Exteriores y de Cooperación.
- Cualquier otra competencia o función que, dentro de su objeto y ámbito propio de actuación, pudiera serle atribuida.

## Estructura
La Agencia se estructuraba en: Órganos de gobierno y estructura orgánica.
Los órganos de gobierno eran los siguientes:
- El Presidente
- El Consejo Rector

La estructura orgánica estaba formada por: 
- Dirección de planificación y relaciones institucionales
- Departamento de Gerencia
- Departamento de Evaluación
- Departamento de Calidad de los Servicios